# 第聂伯河
第聶伯河，或称第聶伯河、德尼伯河，為東歐河流，全長2290公里，是歐洲第四長的河流（僅次於伏爾加河、多瑙河與烏拉爾河）。它發源於歐俄瓦爾代高地南部位於斯摩棱斯克州沼澤，流經白俄羅斯和烏克蘭，出海口為黑海。在公元前5世紀，古希臘的歷史學家希羅多德已經有記載這條河流。

## 語源
河名源自薩爾馬提亞人對河流的稱呼：「很遠的河」（Dānu apara）。相比起，另一條烏克蘭主要河流德涅斯特河的名字則解作「很近的河」。
在公元前5世紀，第聶伯河被古希臘歷史學家希羅多德稱作波里斯提尼斯河（Βορυσθένης），被古希臘地理學家、歷史學家斯特拉波稱作「Scythian」（廣闊的土地，其實是指烏克兰無樹木的大草原）。後期希臘、羅馬作家則稱作（註：在古波斯文指「河」）。在基輔羅斯時期的舊斯拉夫文稱作「Slavutic」（斯拉夫的）。

## 地理

### 支流
第聶伯河的主要支流如下（以河源至河口排序），「左／右」表示該支流在第聶伯河的方向（左岸為東烏克蘭、右岸為西烏克蘭方面）：
- 德魯季河（左）
- 別列津納河（右）
- 索日河（左）
- 普里皮亞季河（右）
- 捷捷列夫河（右）
- 伊尔平河（右）
- 杰斯納河（左，最大支流）
- 斯图格纳河（右）
- 特鲁比日河（左）
- 羅斯河（右）
- 佳斯明河 （右）
- 苏皮河（左）
- 蘇拉河（左）
- 普肖爾河（左）
- 沃爾斯克拉河（左）
- 薩馬拉河（左）
- 卡利奇克河（左）
- 比洛泽尔卡河（左）
- 巴扎夫卢克河（右）
- 因古列茨河（右）

### 水庫和水力發電站
從普里皮亞季河河口到卡霍夫卡水電站，共有六組水壩和水電站，提供烏克蘭10%的電力。卡霍夫卡水電站大壩於2023年6月6日在俄羅斯入侵烏克蘭期間被摧毀。 
第一個建造的是扎波羅熱附近的第聂伯河水电站（或 DniproHES），建於1927 年至 1932 年間，輸出功率為 558 MW。  它在第二次世界大戰期間被摧毀，但在1948年重建，輸出功率為750 MW。
水庫地點包括：
- 基輔（922 km²）
- 卡尼夫（675 km²）
- 克雷門丘克（2,250 km²）
- 卡姆扬斯凯（567 km²）
- 第聶伯（420 km²）
- 卡霍夫卡（2,155 km²）

### 附近城鎮

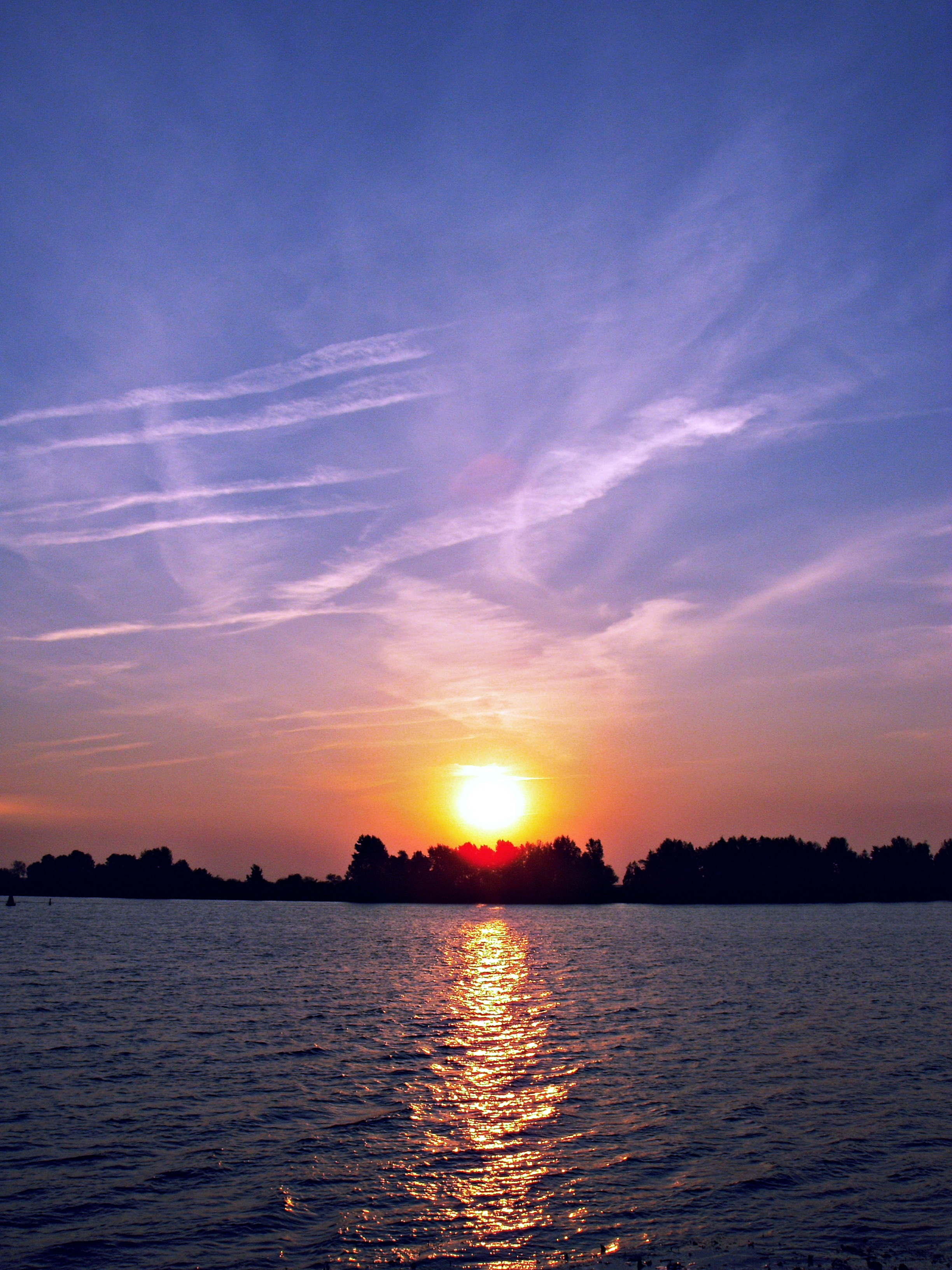
在烏克兰基辅州

由水源（俄羅斯）至河口（烏克兰）排序，列表如下：
俄羅斯
- 多羅戈布日
- 斯摩棱斯克

白俄羅斯
- 奧爾沙
- 什克洛夫
- 莫吉廖夫
- 贝霍夫
- 罗加乔夫
- 日洛宾
- 列奇察

烏克兰
- 基輔
- 卡尼夫
- 切爾卡瑟
- 克雷门丘克
- 卡姆扬斯凯
- 第聂伯罗
- 扎波羅熱
- 马尔哈涅茨
- 尼科波爾
- 埃內爾霍達爾
- 卡缅卡-第聂伯罗夫斯卡
- 新卡霍夫卡
- 赫爾松

根據《Hervarar Saga》，哥特人的首都Árheimar亦地處於第聶伯河。
要留意的是第聶伯河每次冬季都會結冰，船隻在該段時期不能航行。

## 經濟意義

### 水力發電
第聶伯河以其水壩著名。當中最著名的是在扎波羅熱附近的第聂伯河水电站（Дніпро́вська ГЕС; ДніпроГÉС）。它在1927－1932年建造，最高產電量為558 兆瓦。

### 航運
第聶伯河對烏克兰的交通和經濟有重要作用：第聶伯河的水庫都設大型船閘，使面積上限至270 × 18 米的大型船隻能在港口航行。除了商業用途外也有在民用方面－國內水路巡遊旅行成近年趨勢，多瑙河和第聶伯河就是熱門的河流。
在基輔上游，第聶伯河從支流普里皮亞季河取得很多水流。適用於航行的第聶伯河連接上第聶伯-布格運河。

## 備注
1. ↑    - 烏克蘭語：，羅馬化：Dnipro，發音：[dⁿ⁽ʲ⁾iˈprɔ] ⓘ
  - 白俄羅斯語：，羅馬化：Dnyapro
  - 克里米亞韃靼語：
  - 俄语：，羅馬化：Dnepr，發音：[dⁿʲepr]
  - 古希臘語：
  - 拉丁語：

### 引用
1. ↑  民政部地名研究所 (编). . . 北京: 中国社会出版社: 第710页. 2017-05. ISBN 978-7-5087-5525-0. OCLC 1121629943. OL 28272719M. NLC 009152391.（简体中文）
2. ↑  Mallory, J.P. and Victor H. Mair. The Tarim Mummies: Ancient China and the Mystery of the Earliest Peoples from the West. London: Thames and Hudson, 2000. p. 106
3. ↑  , 战争研究所, 2023-06-06, Wikidata Q119224855, （原始内容存档于7 June 2023） （英语）
4. ↑  Hewett, Edward A.; Winston, Victor H. . Brookings Institution. 1991: 19. ISBN 9780815736240. The importance of Chernobyl' for Soviet industry is best illustrated by comparing it to the key energy project of Stalin's industrialization, the famous Dnieper hydroelectric station, completed in 1932. The largest European hydroelectric station of its time, it had a capacity of 560 MW.

## 外部連結
- 烏克蘭百科全書：第聶伯河 （页面存档备份，存于）* Volodymyr Kubiyovych Volodymyr Kubijovyč, Ivan Teslia, Dnieper River （页面存档备份，存于） at the Encyclopedia of Ukraine （页面存档备份，存于）
- Site about Dnieper （页面存档备份，存于）—objects over the river, photos, facts
- Dnieper river charts
- "Комсомольская правда" об угрозах плотины Киевской ГЭС и водохранилища  （页面存档备份，存于）
- "Аргументы и факты" о реальных угрозах дамбы Киевского водохранилища и ГЭС  （页面存档备份，存于）
- "Известия" о проблематике плотины Киевского водохранилища и ГЭС  （页面存档备份，存于）
- Эксперт УНИАН об угрозах дамбы Киевского водохранилища  （页面存档备份，存于）